# George W. Rauch

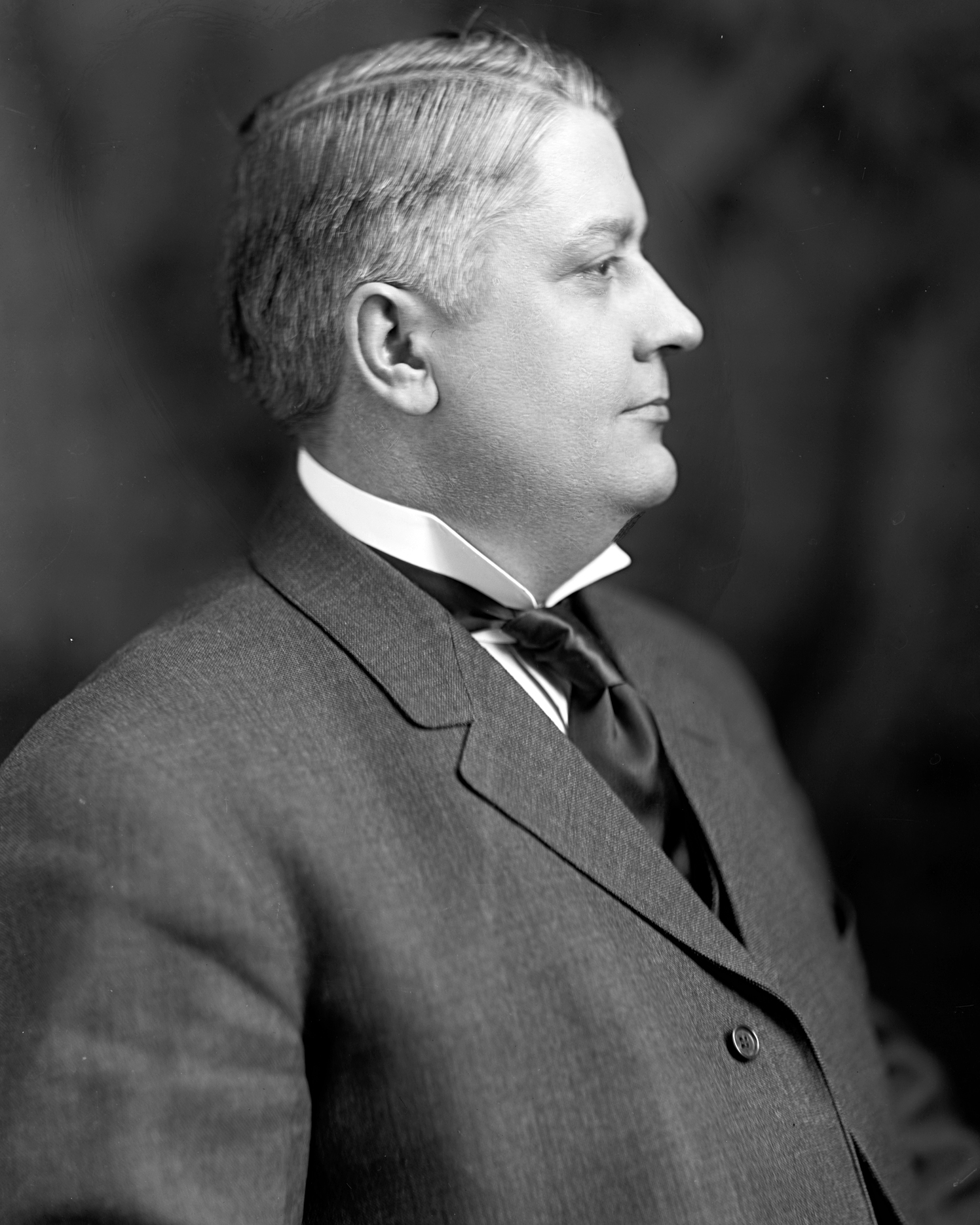
George W. Rauch

George Washington Rauch (* 22. Februar 1876 im Huntington County, Indiana; † 4. November 1940 in Marion, Indiana) war ein US-amerikanischer Politiker. Zwischen 1907 und 1917 vertrat er den Bundesstaat Indiana im US-Repräsentantenhaus.

## Werdegang
George Rauch besuchte die öffentlichen Schulen seiner Heimat und studierte danach an der Valparaiso Normal School, aus der später die Valparaiso University hervorging. Nach einem anschließenden Jurastudium an der Northern Indiana Law School in Valparaiso und seiner im Jahr 1902 erfolgten Zulassung als Rechtsanwalt begann er in Marion in diesem Beruf zu arbeiten. Gleichzeitig schlug er als Mitglied der Demokratischen Partei eine politische Laufbahn ein.
Bei den Kongresswahlen des Jahres 1906 wurde Rauch im elften Wahlbezirk von Indiana in das US-Repräsentantenhaus in Washington, D.C. gewählt, wo er am 4. März 1907 die Nachfolge von Frederick Landis antrat. Nach vier Wiederwahlen konnte er bis zum 3. März 1917 fünf Legislaturperioden im Kongress absolvieren. Im Jahr 1913 wurden der 16. und der 17. Verfassungszusatz ratifiziert. 1916 unterlag Rauch dem Republikaner Milton Kraus.
Nach seinem Ausscheiden aus dem US-Repräsentantenhaus praktizierte er wieder als Anwalt. Außerdem war er Vorstandsmitglied der Firmen Motor Securities Corporation und Davis Records Co. Die letztgenannte Firma leitete er als Präsident. Zwischen 1930 und 1939 war er Konkursverwalter für Banken (Bank Receiver) in Swayzee, Sheridan und Marion. Von 1927 bis 1933 gehörte George Rauch auch dem Schulausschuss seiner Heimatstadt Marion an. Dort starb er am 4. November 1940.